# Galeb (brod)
Galeb je bio školski brod Jugoslavenske ratne mornarice, izgrađen 1938. godine, rekonstruiran 1951. godine. 

## Povijest
Brod je naručila talijanska kompanija Regia Azienda Monopoli Banane (RAMB) iz Genove, koja se bavila trgovinom južnim voćem. Da bi zadovoljila tržište Europe kompanija RAMB naručila je 1936. godine četiri brza motorna dizel broda. Brodovi su građeni u talijanskom brodogradilištu Ansaldo Genova, a započela je 1937. godine. Galeb je tada dobio ime RAMB III. Kada je Italija najavila rat Velikoj Britaniji i Francuskoj, brod je angažiran u ratu. RAMB III osim uloge prateće krstarice dobio je zadatak prijevoza mesa za talijansku vojsku u Libiji. Brod se 30. lipnja 1941. godine po tom zadatku nalazio u libijskoj luci Bengazi kada ga je u pramac pogodilo torpedo iz britanske podmornice HMS Triumph. Oštećenje se nije moglo popraviti, te brod nije mogao isploviti. Kapetan Giuseppe Aneti rasporedio je teret tako da je brod mogao isploviti i to unazad, odnosno krmom naprijed, jer je tako mogao ploviti. Brod je tako plovio devetsto milja od Libije do Sicilije. Brod je iz Sicilije dovučen tegljačima u brodogradilište San Marco u Trstu.
Nakon kapitulacije Italije 1943. brod su, tada još uvijek u popravku, preuzeli Nijemci. Najprije se od njega planiralo napraviti brod za prijevoz trupa, a zatim je donesena odluka da se taj brzi brod preuredi u minopolagač, te mu daju ime Kiebitz. Poslije preuređenja  Kiebitz je mogao ukrcati 240 mina, postavljene su mu šine za izbacivanje mina i dodatno protuavionsko naoružanje. Tijekom 1944. godine brod je postavio više od 5000 mina u Kvarneru i sjevernom Jadranu. 5. studenog 1944. godine u riječkoj luci potopilo ga je savezničko ratno zrakoplovstvo.
Godine 1947. otpočelo je vađenje Kiebitza koji se nalazio na dubini od 22 metra. Vađenje potonolog broda odradio je splitski Brodospas. Prvi put se u nas primijenilo vađenje broda pomoću cilindara i stlačenog zraka. Početkom 1948. brod je izvađen i djelomično rastavljen i rekonstruiran u pulskom brodogradilištu. Brod je potpuno i vrlo luksuzno i moderno uređen i predan JRM kao školski brod "Galeb". 
Brod je i danas poznat kao ploveća rezidencija Josipa Broza Tita. Od ožujka 1953. godine, kada je krenuo u prvi posjet Velikoj Britanĳi, Tito je Galebom putovao 14 puta posjetivši 18 zemalja na tri kontinenta - Europi, Azĳi i Africi, pristavši u 29 luka (u neke i više puta). Na ovim putovanjima Galeb je prešao 85.000 nautičkih milja (157.420 km), u trajanju od 478 dana. Tĳekom posjeta Galebovom palubom prošli su mnogi državnici i predstavnici prĳateljskih zemalja, od engleskog premĳera Winstona Churchila, grčkog kralja Pavla i kraljice Frederike do etiopskog cara Haile Selassĳa i marokanskog kralja Hasana II., a posjetili su ga i predsjednici nesvrstanih zemalja Gamal Abdel Naser, Džavaharlal Nehru, Ahmed Sukarno, general Abud, Kvame Nkrumah, Albert Tabnen, Habib Burgiba, Sirimavo Bandaranaike, U Nu, Ne Vin, Modivo Keita, Seku Ture, arhiepiskop Makarios, ali i predsjednik SSSR-a Nikita Hruščov, a bio je i predsjednik Poljske Wojciech Jaruzelski. Pored državnika na Galebu su boravili i mnogi svjetski poznati znanstvenici, umjetnici i visopozicionirani vojni dužnosnici. Zadnje Titovo putovanje ovim brodom bilo je 1979. godine
Početkom Domovinskog rata 1991. brod iz Pule prebacuje vojnike u Šibenik i nakon djelovanja u okolici Dubrovnika povlači se u crnogorsku luku Boku kotorsku. Tu ostaje vezan do kraja 1990-ih, kada ga kupuje grčki brodovlasnik s namjerom napraviti luksuznu jahtu za bogatu klijentelu. Brod Galeb je odtegljen u Remontno brodogradilište Viktor Lenac na remont. Zbog nedostataka novaca i spleta raznih okolnosti u Brodogradilištu Viktor Lenac brod leži na vezu i čeka rasplet situacije. Brod se i danas tamo nalazi.
U svibnju 2009. grad Rijeka postao je novi vlasnik broda Galeb. Na javnoj dražbi na riječkom Trgovačkom sudu Grad Rijeka iskoristio je pravo prvootkupa i izlicitirao brod za 150 tisuća $. Ako presuda Trgovačkog suda postane pravomoćna, grad Rijeka će Galeb pretvoriti u muzej.

## Tehnička obilježja
Brod je dužine 117 m, širine 15,13 m, deplasmana 5377 t i gaza 5,7 m. Pokreću ga dva Fiatova dizelska motora, a mogao je postići brzinu od 17,6 čvorova.

## Muzej nesvrstanosti
Godine 2020. brodogradilište u Kraljevici preuzelo je uređivanje broda Galeb koji treba postati Muzej nesvrstanosti u okviru manifestacije Rijeka 2020 - evropske metropole kulture.

## Vanjske poveznice
|  | Zajednički poslužitelj ima još gradiva o temi Galeb |